# Grabenstetten
Grabenstetten è un comune tedesco di 1 562 abitanti, situato nel land del Baden-Württemberg.